# Wanda Panfil
Wanda Marianna Panfil-González, poljska atletinja, * 26. januar 1959, Tomaszów Mazowiecki, Poljska.
Nastopila je na poletnih olimpijskih igrah v letih 1988 in 1992, obakrat je zasedla 22. mesto v maratonu. Na svetovnih prvenstvih je v isti disciplini osvojila naslov prvakinje leta 1991. Leta 1990 je osvojila Londonski maraton, Nagojski maraton in Newyorški maraton, leta 1991 pa Bostonski maraton.